# Ex dividend
Ex dividend betekent dat een aandeel geen recht meer geeft op het dividend over de voorafgaande periode. De tegenhanger is cum dividend.
Op de dag vóór de "ex-dividenddatum" wordt bepaald welke beleggers het aandeel in bezit hadden, en dus recht hebben op het dividend. Hierna noteert het aandeel ex dividend, en zal de waarde van het aandeel zakken met de hoogte van het dividend (behoudens normale koersbewegingen). Het manipuleren van deze koersdaling om een belastingvoordeel te verkrijgen staat bekend als dividendstrippen. 
Voorbeeld, stel de koers van een aandeel is 20 euro op de dag voor ex-dividend en het dividend is 1 euro per aandeel, dan zal de koers op de ex-dividenddag 19 euro euro zijn. Na de ex-dividenddag zal de betaalbaarstelling volgen waarop het dividend van 1 euro zal worden uitgekeerd. 
De ex-dividenddatum en de datum van betaalbaarstelling zijn doorgaans op de website van het beursfonds te vinden. 